# یواس‌اس مک‌لاناهان (دی‌دی-۶۱۵)
یواس‌اس مک‌لاناهان (دی‌دی-۶۱۵) (به انگلیسی: USS McLanahan (DD-615)) یک کشتی بود که طول آن ۳۴۸ فوت ۴ اینچ (۱۰۶٫۱۷ متر) بود. این کشتی در سال ۱۹۴۲ ساخته شد.